# العلاقات التوفالية الليتوانية
العلاقات التوفالية الليتوانية هي العلاقات الثنائية التي تجمع بين توفالو وليتوانيا.

## مقارنة بين البلدين
هذه مقارنة عامة ومرجعية للدولتين:
| وجه المقارنة                                              | توفالو                         | ليتوانيا                                                    |
| --------------------------------------------------------- | ------------------------------ | ----------------------------------------------------------- |
| المساحة (كم2)                                             | 26                             | 65.30 ألف                                                   |
| عدد السكان (نسمة)                                         | 11.19 ألف                      | 2.79 مليون                                                  |
| الكثافة السكانية (ن./كم²)                                 | 43.04 ألف                      | 42.73                                                       |
| العاصمة                                                   | فونافوتي                       | فيلنيوس، كاوناس                                             |
| اللغة الرسمية                                             | اللغة التوفالوية، لغة إنجليزية | اللغة الليتوانية                                            |
| العملة                                                    | دولار توفالو                   | ليتاس ليتواني، يورو                                         |
| الناتج المحلي الإجمالي (بليون دولار)                      | 39.73 مليون                    | 47.17 مليار                                                 |
| الناتج المحلي الإجمالي (تعادل القوة الشرائية) بليون دولار | 38.93 مليون                    | 84.06 مليار                                                 |
| الناتج المحلي الإجمالي الاسمي للفرد دولار أمريكي          | 3.29 ألف                       | 14.15 ألف                                                   |
| الناتج المحلي الإجمالي للفرد دولار أمريكي                 | 3.77 ألف                       | 27.69 ألف                                                   |
| مؤشر التنمية البشرية                                      |                                | 0.839                                                       |
| رمز المكالمات الدولي                                      | +688                           | +370                                                        |
| رمز الإنترنت                                              | .tv                            | .lt                                                         |
| المنطقة الزمنية                                           | ت ع م+12:00                    | ت ع م+02:00، ت ع م+03:00، أوروبا/فيلنيوس ‏، توقيت شرق أوروبا |

## منظمات دولية مشتركة
يشترك البلدان في عضوية مجموعة من المنظمات الدولية، منها:
| علم المنظمة | اسم المنظمة                   | تاريخ انضمام توفالو | تاريخ انضمام ليتوانيا |
| ----------- | ----------------------------- | ------------------- | --------------------- |
|             | الأمم المتحدة                 | 5 سبتمبر 2000       | 17 سبتمبر 1991        |
|             | منظمة حظر الأسلحة الكيميائية  | ?                   | ?                     |
|             | يونسكو                        | 21 أكتوبر 1991      | 7 أكتوبر 1991         |
|             | مؤسسة التنمية الدولية         | 24 يونيو 2010       | 23 سبتمبر 2011        |
|             | البنك الدولي للإنشاء والتعمير | 24 يونيو 2010       | 6 يوليو 1992          |
|             | الاتحاد البريدي العالمي       | ?                   | ?                     |
|             | الاتحاد الدولي للاتصالات      | 15 أغسطس 1996       | 1 يوليو 1923          |

## وصلات خارجية
- موقع وزارة الخارجية الليتوانية